# Prăjești (Măgirești), Bacău
Prăjești este un sat în comuna Măgirești din județul Bacău, Moldova, România.